# 宝儿赤
宝儿赤，又作博尔赤、保兀儿臣，是蒙古帝国侍奉大汗（皇帝）的怯薛（亲卫队）职掌之一，意为“掌管大汗饮食的主膳官”。《元史·卷九十九》记载：“亲自烹饪并奉上饮食者，称为博尔赤。”

## 概况
“宝儿赤”一词源于古突厥语“baur、baγur”（意为“肝脏”），后引申为“美味食物”，加接尾词“-či”后意为“厨师”或“司厨长”。据记载，4世纪鲜卑人建立的北魏王朝设有“附真”一职，意为“为贵人制作膳食的人”。
《蒙古秘史》记载，成吉思汗最初任命的宝儿赤为汪古儿、速亦客禿·扯兒必、合答安·答勒都儿罕三人，任命时嘱其“勿缺早膳，勿怠晚膳”。此外，虽任命时间不详，但“四骏”之一的孛罗忽勒也曾担任宝儿赤。由于宝儿赤若背叛可能导致大汗身亡，历代均从怯薛中挑选最受信任者担任。据《答失蛮传》记载：“博尔赤如同古代内饔之职，与大汗最为亲近。”元朝时期，朝廷设立宣徽院掌管宴飨饮食，实则由大汗的宝儿赤担任长官，本质上是“宝儿赤”的汉译官名之一。此外，大司农司的设立与忽必烈的宝儿赤孛罗有关，历代长官均由宝儿赤担任。

## 历代宝儿赤
- 豁罗剌思部的薛潮兀儿：成吉思汗之父也速该时期的老臣，成吉思汗直属千户长之一。
- 巴牙惕部的汪古儿：成吉思汗任命的首批宝儿赤之一。
- 晃豁壇部的速亦客禿·扯兒必：成吉思汗任命的首批宝儿赤之一。
- 塔儿忽惕部的合答安·答勒都儿罕：成吉思汗任命的首批博尔赤之一。
- 札剌亦儿部的朶囉阿歹：成吉思汗直属千户长，后归属钦察汗国。
- 速勒都思部脱斡里勒的儿子察兰·宝儿赤：效力于蒙哥大汗，因在帝位继承战争中支持阿里不哥被处决。
- 朵鲁班部的孛罗：效力于忽必烈，后因卷入政变逃亡伊利汗国。
- 畏兀儿人铁哥平章：效力于忽必烈，曾任宣徽院长官。
- 穆斯林答失蛮：历仕元世祖、元成宗、元武宗、元仁宗，官至宣徽院使。
- 札剌亦儿部的伯答沙：元朝中期效力于元成宗、元武宗、元仁宗等帝王。